# Karatsu
Karatsu (唐津市, Karatsu-shi) é uma cidade na prefeitura de Saga, na ilha de Kyushu, Japão.
Em 2003 a cidade tinha uma população estimada em 78 713 habitantes e uma densidade populacional de 617,41 h/km². Tem uma área total de 127,49 km².
Recebeu o estatuto de cidade a 1 de Janeiro de 1932.

## Cidades-irmãs
- Yeosu, Coreia do Sul
- Seogwipo, Coreia do Sul
- Yangzhou, China
- Reihoku, Japão